# Покровский, Олег Викторович
Оле́г Ви́кторович Покро́вский (1913—1999) — русский советский художник и мемуарист.
Учился в Ленинградской академии художеств, не окончил. Занимался в студии Павла Филонова. Участник Великой Отечественной войны, был ранен и контужен. Все картины Покровского погибли во время войны в разбомбленном доме, откуда он ушёл на фронт. После войны живописью больше не занимался, с 1947 г. работал вахтёром, рабочим, осветителем. Большое значение имеют воспоминания Покровского о Роальде Мандельштаме и, прежде всего, о Филонове, распространявшиеся в самиздате в 1970-1980-е годы. В последние годы жизни участвовал в документальных фильмах о Филонове и Михаиле Шемякине.